# Oerle (Pays-Bas)
Pour les articles homonymes, voir Oerle.

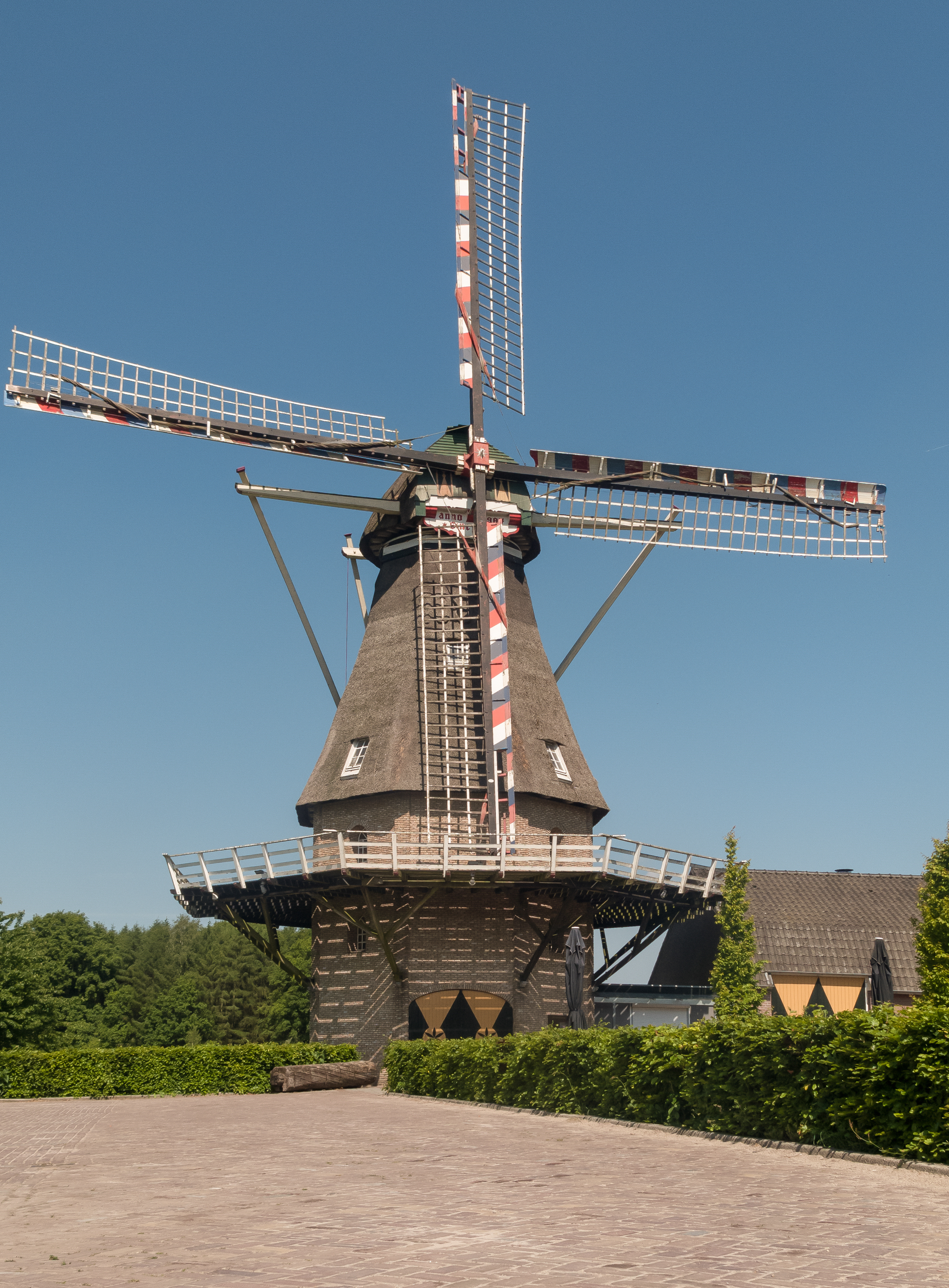
Oerle, moulin : korenmolen Sint Jan.

Oerle est un village situé dans la commune néerlandaise de Veldhoven, dans la province du Brabant-Septentrional. Le 31 décembre 2006, le village comptait 1 962 habitants.

## Histoire
Oerle a été une commune indépendante jusqu'au 1er mai 1921. À cette date, la commune fusionne avec Veldhoven en Meerveldhoven et Zeelst, pour former la nouvelle commune de Veldhoven.